# Spanje op de Olympische Winterspelen 1998
Tijdens de Olympische Winterspelen van 1998, die in Nagano (Japan) werden gehouden, nam Spanje voor de vijftiende keer deel.

## Deelnemers en resultaten
(m) = mannen, (v) = vrouwen 

### Alpineskiën
| Olympiër          | Discipline       | Resultaat | Prestatie                       |
| ----------------- | ---------------- | --------- | ------------------------------- |
| Mónica Bosch      | slalom (v)       | dnf-2     | opgave run 2 47,89+dnf          |
| Ana Galindo       | reuzenslalom (v) | dnf-1     | opgave run 1                    |
| Ainhoa Ibarra     | reuzenslalom (v) | dnf-1     | opgave run 1                    |
| María José Rienda | reuzenslalom (v) | 12e       | 2.55,54 (+4,95) 1.21,57+1.33,97 |
| María José Rienda | slalom (v)       | 14e       | 1.36,46 (+4,06) 47,73+48,73     |

### Kunstrijden
| Olympiër      | Discipline | Resultaat | Prestatie                               |
| ------------- | ---------- | --------- | --------------------------------------- |
| Marta Andrade | vrouwen    | 22e       | 34,0 p. (korte kür: 24 - lange kür: 22) |

### Langlaufen
| Olympiër                                                     | Discipline                    | Resultaat | Prestatie                                           |
| ------------------------------------------------------------ | ----------------------------- | --------- | --------------------------------------------------- |
| Álvaro Gijón                                                 | 10 km klassiek (m)            | 82e       | 33.02,7 (+5.38,2)                                   |
| Álvaro Gijón                                                 | 50 km vrije stijl (m)         | 42e       | 2:20.24,7 (+15.16,5)                                |
| Álvaro Gijón                                                 | achtervolging 10 km+15 km (m) | 62e       | +10.11,5 (10 km:33.02 + 15 km:44.11,2)              |
| Juan Jesús Gutiérrez                                         | 10 km klassiek (m)            | 33e       | 29.29,0 (+2.04,5)                                   |
| Juan Jesús Gutiérrez                                         | 50 km vrije stijl (m)         | dnf       | opgave                                              |
| Juan Jesús Gutiérrez                                         | achtervolging 10 km+15 km (m) | dnf       | opgave 15 km (10 km:29.29 + 15 km:dnf)              |
| Jordi Ribó                                                   | 10 km klassiek (m)            | 54e       | 30.45,0 (+3.20,5)                                   |
| Jordi Ribó                                                   | 50 km vrije stijl (m)         | 25e       | 2:16.04,8 (+10.56,6)                                |
| Jordi Ribó                                                   | achtervolging 10 km+15 km (m) | 54e       | +7.49,6 (10 km:30.45 + 15 km:44.06,3)               |
| Diego Ruiz                                                   | 10 km klassiek (m)            | 87e       | 34.17,3 (+6.52,8)                                   |
| Diego Ruiz                                                   | achtervolging 10 km+15 km (m) | 65e       | +11.31,5 (10 km:34.17 + 15 km:44.16,2)              |
| Haritz Zunzunegui                                            | 50 km vrije stijl (m)         | dnf       | opgave                                              |
| Team Jordi Ribó Diego Ruiz Juan Jesús Gutiérrez Álvaro Gijón | 4x10 km estafette (m)         | 19e       | 1:49.27,9 (+8.32,2) 27.51,4 28.26,0 26.18,0 26.52,5 |

### Snowboarden
| Olympiër        | Discipline   | Resultaat | Prestatie                      |
| --------------- | ------------ | --------- | ------------------------------ |
| Íker Fernández  | halfpipe (m) | 19e       | dnq kwal. 1: 36,9 kwal. 2:37,9 |
| Sergio Bartrina | halfpipe (m) | 21e       | dnq kwal. 1: 27,5 kwal. 2:37,4 |

Amerikaanse Maagdeneilanden · Andorra · Argentinië · Armenië · Australië · Azerbeidzjan · België · Bermuda · Bosnië en Herzegovina · Brazilië · Bulgarije · Canada · Chili · China · Chinees Taipei · Cyprus · Denemarken · Duitsland · Estland · Finland · Frankrijk · Georgië · Griekenland · Groot-Brittannië · Hongarije · Ierland · IJsland · India · Iran · Israël · Italië · Jamaica · Japan · Joegoslavië · Kazachstan · Kenia · Kirgizië · Kroatië · Letland · Liechtenstein · Litouwen · Luxemburg · Macedonië · Moldavië · Monaco · Mongolië · Nederland · Nieuw-Zeeland · Noord-Korea · Noorwegen · Oekraïne · Oezbekistan · Oostenrijk · Polen · Portugal · Puerto Rico · Roemenië · Rusland · Slovenië · Slowakije · Spanje · Trinidad en Tobago · Tsjechië · Turkije · Uruguay · Venezuela · Verenigde Staten · Wit-Rusland · Zuid-Afrika · Zuid-Korea · Zweden · Zwitserland